# Паризький кіноконгрес
Паризький кіноконгрес — велика зустріч європейських продюсерів і кінопрокатників у столиці Франції Парижі 2-4 лютого 1909 р. Намагався захистити інтересисвоїх членів шляхом створення промислової асоціації, але цей план зрештою провалився.
Серед великих компаній, які взяли участь, були  Pathé, Gaumont Eclair(Франція),SinesтаAmbrosio Films(Італія),MesterFilms(Німеччина)та Hepworth Pictures (Велика Британія) та Nordisk (Данія).  Vitagraph, американський продюсер і член MPCC,  який мав широкі інтереси в дистрибуції та виробництві в Європі, також був присутній на кіноконгресі. Він був названий головним чином у відповідь на створення MPCC, картелю провідних кіновиробників Сполучених Штатів, організованого Томасом Едісоном. Для великих європейських виробників це загрожувало їхнім традиційно сильним позиціям в Америці.
Створення MPCC наприкінці 1908 року спонукало європейських продюсерів,які були виключені з угоди, шукати подібніугодив Європі для захисту своїх інтересів. Однією з головних цілей булаборотьбаз перевиробництвом фільмів, щозаполонилиринок, а одним із методів-припиненнятрадиційноїпрактикипродажу фільмів напряму,натомість продажїх напевнийчасчерездистриб'юторськихагентів.Це зменшило дистрибуціюфільмів. 
Іншим кроком була спроба отримати права на ексклюзивну угоду з Eastman Kodak щодо постачання необроблених плівкових матеріалів, і дата конгресу була організована так, щоб Джордж Істмен міг бути присутнім. Як і у випадку з угодою з американським MPCC, була зацікавленість у тому, щоб стати ексклюзивним постачальником. Однак угода виключала європейських виробників, які не були учасниками конгресу, тому вона і була визнана незаконною згідно з французьким законодавством . Подібним чином спроба створити єдину фіксовану ціну на фільми також зрештою провалилася. 
Це сталося тому, що Pathe, найбільша у світі компанія і один з членів MPCC через свою американську дочірню компанію Pathe Exchange, вирішила вийти з Європейського Союзу. Після цього Pathe намагалася знизити ціни своїх європейських конкурентів і збанкрутувати їх. 
Зрештою, посилення домінування США на американському - і європейському - кіноринку не було результатом картелю MPCC, а від групи незалежних продюсерів, таких як Fox Film, Universal Pictures, Paramount Pictures, Metro Pictures і First National .